# Travesti (identidade de gênero)
Travesti é uma identidade de gênero feminina encontrada na América Latina. As travestis rejeitam a masculinidade que lhes foi designada no nascimento, podendo elas ser tanto intersexo quanto endossexo. Ao se autoidentificarem como travestis, comumente transicionam, buscando adaptar sua expressão de gênero para uma que as conforte e reflita a sua identidade. Algumas travestis se expressam de forma não binária, ainda assim, por serem travestis, seu tratamento é necessariamente no feminino.
A transição de gênero pode se dar através da adaptação das suas vestimentas, gestos, fala e outras formas de expressão, assim como podem ser realizadas uma ou mais cirurgias de reafirmação de gênero. A travestilidade não tem como exigência uma expressão interpretada como feminina: a identidade da travesti é determinada a partir do momento em que ela se identifica. Por este motivo, destacada a diferença entre identidade e expressão de gênero, nenhum procedimento de transição (ou a sua falta) define a travestilidade.
A travestilidade é um gênero próprio e originário da América Latina. Portanto, não deve ser confundido com transvesti e nem mulher transgênero.

## Estudos sobre a travestilidade
Os estudos mais antigos indicam a frequência da travestilidade e transgeneridade de 1 em 37.000 em pessoas designadas homens ao nascer e 1 em 107.000 em pessoas designadas mulheres ao nascer. Em estudo mais recente, realizado nos Países Baixos, os dados apontam para a frequência de uma travesti a cada 11.900 homens e um transmasculino a cada 30.400 mulheres. Há predominância no sexo masculino. Em outro estudo, realizado na Escócia, em 1999, foi verificada uma prevalência de 8,18 em 100.000, com uma relação de transfeminina/transmasculino igual a 4/1. Em crianças, num levantamento em uma clínica psiquiátrica canadense, de 1978 a 1995, encontraram-se 275 pessoas transgênero, com uma relação transfemininas/transmasculinos igual a 6,1/1.

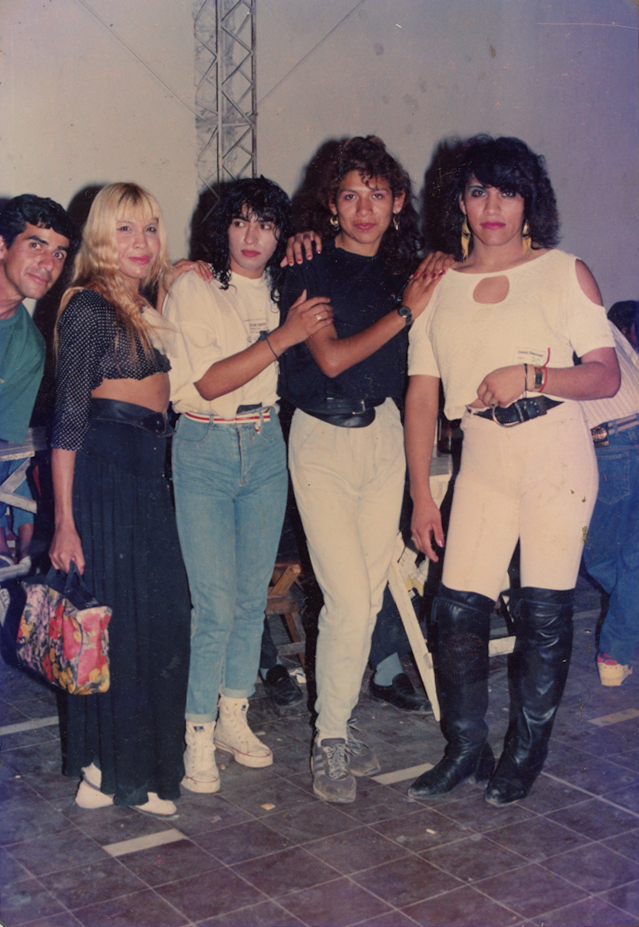
Travestis em Salta, Argentina, 1988

## Políticas públicas do Brasil
Em 29 de janeiro de 2004 foi lançada a primeira campanha brasileira contra a transfobia. O lançamento foi feito no Congresso Nacional e contou com a participação de ativistas trangêneros. A campanha foi uma iniciativa do Departamento DST/Aids e Hepatites Virais (DIHV) do Ministério da Saúde, e recebeu o nome “Travesti e Respeito”, tendo sido idealizada e pensada por ativistas trangêneros para promoção do respeito e da cidadania. A campanha teve como principal objetivo reforçar as "atitudes de respeito e de inclusão social deste segmento da população, que se torna muito vulnerável ao vírus da aids pelo preconceito e violência". Assim, 29 de janeiro tornou-se o Dia da Visibilidade Trans: "A data tem o objetivo de ressaltar a importância da diversidade e respeito para o Movimento Trans, representado por travestis, transexuais, transgêneros e outros grupos que subvertem a heteronormatividade e o cissexismo das relações humanas". Defensores dos direitos LGBT no Brasil estão sensíveis às dificuldades enfrentadas pelas travestis tanto na construção de uma cidadania que as aceite como no estudo e aconselhamento sobre os tratamentos hormonais e estéticos que elas almejam. Em audiência com o Ministro da Saúde José Gomes Temporão, realizada em 29 de janeiro de 2008, Dia da Visibilidade Trans, foi entregue uma carta de reivindicações: entre elas estão a humanização do atendimento às travestis nos serviços de saúde públicos e a ampliação de pesquisas sobre uso de hormônios femininos nas travestis e as consequências para a saúde delas.
Várias políticas vem sendo adotadas pelo governo brasileiro, sejam elas na esfera federal, estadual ou municipal a fim de se criar uma cidadania para travestis, transexuais e transgêneros em geral:

### Educação
Considerando a dificuldade de vários transgêneros em concluir os estudos, o MEC passou a recomendar políticas específicas como o uso do nome social no ensino. Em julho de 2010, 12 estados brasileiros já possuíam diretrizes estaduais do uso do nome social no ensino público: Tocantins, Goiás, Santa Catarina, Paraná, Piauí, Paraíba, Pará, São Paulo, Rio de Janeiro, Bahia, Alagoas e Rio Grande do Sul.

### Saúde
De forma semelhante o CREMESP aprovou a Resolução nº 208/2009, que garante o direito das pacientes trangêneros e travestis serem atendidas pelo nome social, independente do nome e sexo do registro civil. Em 2010 o Ministério da Saúde e a Secretaria de Direitos Humanos também esclareceu que o Sistema Único de Saúde (SUS) deve adotar o nome social de travestis (como preferem ser chamados) nos prontuários médicos.
Algumas políticas de saúde pública voltadas a travestis, transexuais e transgêneros em geral vem sendo implementadas: em 9 de junho de 2009, o primeiro ambulatório de saúde do Brasil dedicado exclusivamente a travestis e trangêneros foi inaugurado pela Secretaria de Estado da Saúde do Estado de São Paulo. Em um ano de funcionamento mais de 4 mil atendimentos foram realizados pelo ambulatório. Em dezembro de 2011, o Ministério da Saúde lançou a portaria nº 2.836 instituiu no âmbito do Sistema Único de Saúde (SUS), a Política Nacional de Saúde Integral de Lésbicas, Gays, Bissexuais, Travestis e Transexuais (Política Nacional de Saúde Integral LGBT).

### Direitos
As servidoras públicas federais, travestis e trangêneros, têm assegurado o direito de usar os seus nomes sociais no cadastro de dados e informações, nas comunicações internas, nas correspondências por e-mail, crachá, lista de ramais e nome de usuário em sistemas de informática.

#### Identificação legal
O uso do nome social de pessoas trans e travestis, ou seja, aquele pelo qual essas pessoas se identificam e são identificadas pela sociedade é uma antiga reivindicação que vem ganhando uma boa aceitação dentro das políticas públicas afetas aos direitos LGBT.
Em São Paulo o uso do nome social no Bilhete Único está assegurado através do decreto 51.181/2010. Desde junho de 2018, é possível que travestis e pessoas trans, em todo o Brasil, alterem o seu nome civil e gênero se apresentando ao cartório (mediante uma taxa e comprovantes legais) sem a necessidade de ação judicial. A retificação permite à pessoa trans/travesti a alteração do prenome e de agnome. Após a emissão da certidão de nascimento retificada, os demais documentos poderão ser alterados.

### Emprego
A prostituição acaba ainda se tornando a única oportunidade de trabalho para a esmagadora maioria das travestis e mulheres trans, devido a grande evasão escolar. Alguma forma, pode ser explicada através do processo de hormonização e/ou aplicação de silicone no corpo para torná-lo mais facilmente associado ao feminino, que muitas vezes inicia-se ainda na adolescência, sendo difícil suportar, portanto, as chacotas ou violências que este processo gera no ambiente escolar, ocasionando uma evasão precoce nos estudos e formação educacional.
Existem poucas ações governamentais a fim de facilitar o ingresso no mercado formal do trabalho para travestis, transexuais e transgêneros em geral: o projeto mais conhecido é o "Projeto Damas" do Rio de Janeiro, coordenado pela ASTRA-Rio onde várias travestis e transexuais receberam cursos profissionalizantes; outro projeto conhecido é o "Escola Jovem LGBT", coordenado pelo Grupo E-JOVEM, de Campinas, que também oferece cursos profissionalizantes.